# Zheng Gu
Pour les articles homonymes, voir Zheng Gu.
Zheng Gu (851-910) (chinois : 郑谷 ; chinois traditionnel : 鄭谷 ; pinyin : Zhèng Gǔ ; Wade : Cheng Ku) avec le nom de courtoisie Shouyu (守愚) est un poète de la dynastie Tang originaire de Yuanzhou dans le Jiangxi (aujourd’hui Yichun). Il vit dans des temps troublés, période au cours de laquelle la dynastie Tang s’effondre. Il occupe plusieurs postes civils différents sous le règne de l’empereur Xizong et de l’empereur Zhaozong des Tang, mais il est surtout connu pour ses œuvres littéraires. Pour la plupart de ses contemporains, il est connu sous le nom de Zheng Duguan (鄭都官). Il est connu aussi sous le surnom de « Zheng Perdrix » grâce à son poème La Perdrix. Il est l’un des « Dix Sages de Xiantong » (咸通十哲).

## Biographie
Dès l’âge de sept ans, Zheng Gu (851-910) sait composer des poèmes et le renommé poète Sikong Tu (司空图) dit de lui qu’il deviendra un maître du talent poétique de toute une génération. Dans sa jeunesse, il vit retiré à Jingmen, où il est remarqué, entre autres, par Li Peng, Ma Dai. Il échange des poèmes avec Xu Tang, Zhang Qiao, Wen Xian et d’autres, formant le groupe des « Dix Sages de Xiantong » (咸通十哲) (surtout entre les années 860 et 874.),. Devenu adulte, il se présente à l’examen impérial (jinshi), mais il échoue plusieurs fois.
En 880, quand Huang Chao entre dans Chang'an, Zheng Gu se réfugie au Sichuan de l’Ouest. Sept ans plus tard, il réussit l’examen impérial. L’année suivante, en 888, il occupe des fonctions à la préfecture. En raison de l'époque agitée, il n’est nommé officier du district de Hu à Jingzhao qu’en 893 et occupe temporairement le poste de conseiller de Jingzhao. À l’été 896, lorsque l’empereur Zhaozong se réfugie à Huazhou, Zheng Gu s’y rend aussi et réside dans un ermitage de la « voie de Yuntai ». Il y compile ses œuvres en trois volumes intitulés Recueil de Yuntai (雲台編). Il compose aussi un poème sur la perdrix qui devient très célèbre et largement diffusé, si bien qu’on le surnomme « Zheng Perdrix ». Puis, il est aussi promu au poste de conseiller impérial,. Puis, en 897, il atteint le grade de directeur du ministère métropolitain (un poste équivalent à un haut fonctionnaire central aujourd’hui), ce pourquoi on l’appelle « Zheng Duguan » (fonctionnaire métropolitain Zheng).
En l’an 902, il suit la cour à Fengxiang. Par la suite, constatant la chute inéluctable de la dynastie des Li, Zheng Gu, sur les conseils du moine Xuzhong originaire d’Yichun, abandonne sa charge et se retire à la maison d’étude de Yangshan, à Yichun pour mener une vie d’ermite, sans se soucier des affaires politiques, continuant à écrire sa poésie dans sa montagne d’origine. Là, il se lie d’amitié avec le moine bouddhiste Qiji, qui est aussi poète.
Il meurt dans la villa de Beiyan en 910.
Comme Li Bai et Du Fu, Zheng Gu a échoué dans sa carrière politique, mais c’est justement ces échecs qui ont accompli leur création poétique, ce qui a fait leur renommée immortelle à travers les âges.

## Poésie
La poésie de Zheng Gu accorde de l’importance au choix des mots et à la concision des vers, mais elle reste pure, élégante et claire, facile à comprendre. Ses quatrains sont empreints d’une grâce profonde, souvent mélancolique et d’une délicatesse raffinée. Ses poèmes sont d’un style frais, d’une pensée subtile, et comportent parfois des vers saisissants.

### Oeuvres
Zheng Gu compose dans sa vie pas moins de mille poèmes.
- Recueil de Yuntai (雲台編) : pendant son séjour à l’ermitage de la voie de Yuntai, Zheng Gu compile ses poèmes et les regroupe en trois volumes intitulés Recueil de Yuntai.
- Recueil de Yiyang (宜陽集) : recueil de poèmes en trois volumes, livre compilé après son retour chez lui vers la fin de sa vie.
- Préceptes orthodoxes de la tradition nationale (國風正訣) (Guofeng Zhengjue) : le livre présente les principes essentiels et authentiques de la tradition ou du style national chinois ; en un volume.
- Dans Poésie complète des Tang (全唐詩), 327 poèmes de Zheng Gu sont recensés. Dans les volumes 766 à 769.

### Poème
Un de ses poèmes les plus célèbres qui lui a valu le surnom de Zheng Perdrix (鷓鴣) 

#### La perdrix'(鷓鴣)
| Chinois 暖戲煙蕪錦翼齊， 品流應得近山雞。 雨昏青草湖邊過， 花落黃陵廟裏啼。 遊子乍聞征袖濕， 佳人纔唱翠眉低。 相呼相應湘江闊， 苦竹叢深春日西。 | Traduction libre Dans les brumes tièdes, elles jouent avec leurs ailes de brocart, Leurs mœurs les rapprochent des faisans de montagne, À travers les herbes vertes, elles errent dans la pluie du soir du lac Qingcao Et elles pleurent parmi les fleurs tombées dans le temple de Huangling. Le voyageur les entendant soudain, sent sa manche se mouiller. À peine la belle chante que ses sourcils d’émeraude s’abaissent. Les perdrix s’appellent et se répondent à travers l’immense rivière Xiang, Tandis que le soleil printanier se couche derrière les bambous amers. |